# 브로드웨이 연극

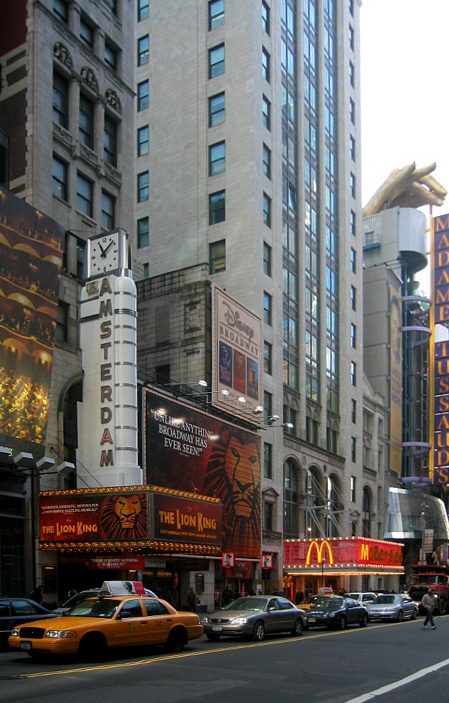
2003년 뉴 암스테르담 극장에서 뮤지컬 《라이온 킹》이 상연 중인 모습

브로드웨이 연극(영어: Broadway theatre)은 미국 뉴욕 맨해튼 씨어터 디스트릭트에 위치한 500석 이상의 좌석을 갖춘 40개의 대형 연극 극장(또 링컨 센터에 있는 1개의 극장까지)에서 상연되는 연극 공연을 뜻한다. 영어권 국가에서는, 런던의 웨스트엔드 연극과 더불어 브로드웨이 연극을 상업 연극의 가장 높은 단계로 보고 있다.
브로드웨이 씨어터 디스트릭트는 뉴욕 시에 위치한 관광 명소 중 하나이다. 브로드웨이 리그에 따르면, 2007~2008년 시즌 동안 판매된 브로드웨이 연극 표는 93억 7천만 달러 어치에 달한다.

## 18~19세기

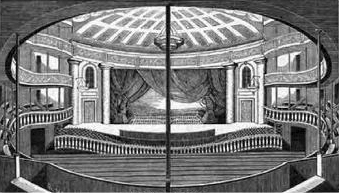
파크 극장의 내부. 1798년 세워짐

### 초기의 뉴욕 연극
처음 뉴욕에는 유명한 극장들이 존재하지 않았으나, 1750년 배우 겸 매니저인 월터 머레이와 토마스 킨이 나소 스트리트에 280명 정도가 들어갈 수 있는 극장을 처음으로 세웠다. 그곳에서 그들은 셰익스피어의 연극이나 거지의 오페라 같은 발라드 오페라를 상연하였다. 1752년, 윌리엄 할람 (William Hallam)은 미국 (당시 영국의 식민지)으로 영국 배우 12명으로 구성된 공연단을, 자기 형제 루이스에게 매니저를 맡겨 보냈다. 이들은 버지니아주 윌리엄스버그에 극장을 하나 세우고 베니스의 상인, 해부학자 (Anatomist) 같은 연극을 상연하였다. 할람의 극단은 1753년 여름 뉴욕으로 와, 다몬과 필리다 (Damon and Phillida) 같은 발라드 오페라나 광대극을 공연하였다. 미국 독립 전쟁 때문에 뉴욕 극장계는 잠시 침체되었으나, 전쟁이 끝난 후 다시 활동기를 맞았으며, 1798년에는 2000석을 보유한 파크 극장이 채텀 스트리트 (현재 파크 로우)에 세워졌다. 1826년에는 바워리 극장이 개장하였으며, 곧 다른 극장들도 뒤를 이었다. 흑인 분장을 하고 하는 미국 고유 형태의 연극 블랙페이스 민스트럴 쇼 (Blackface minstrel shows)는 1830년대부터 인기를 끌기 시작하였으며, 특히 40년대에 버지니아 민스트럴 극단이 나타나면서 더욱 인기가 치솟았다.
1840년대에는 P. T. 바넘이란 사람이 맨해튼 하부에서 일종의 종합 엔터테인먼트 시설을 운영하고 있었다. 1829년, 브로드웨이와 프린스 거리에서는 니블로스 가든 (Niblo's Garden)이 문을 열었으며 곧 뉴욕의 유명한 야간 명소가 되었다. 이 극장은 좌석이 3000석이었으며 온갖 뮤지컬 & 비뮤지컬 연극을 상연하였다. 애스터 플레이스 극장은 1847년에 문을 열었다. 1849년에는 바워리 극장을 찾는 하층민들이 애스터 플레이스 극장의 상류 계급 관중들의 소위 속물 근성을 비난하며 폭동을 일으키기도 하였다:
"1849년 애스터 플레이스 폭동 이후로 뉴욕 시의 연극은 계층에 따라 나뉘었다: 오페라는 중상 혹은 상류층을 위한 것이었고, 민스트럴 쇼나 신파극 (멜로드라마)는 중류층을, 술집의 버라이어티 쇼는 노동자와 빈민가의 중류층을 위해 제작되었다.
이 시기 브로드웨이 극장에서는 윌리엄 셰익스피어의 연극이 공연되었으며, 특히 햄릿 역으로 국제적으로 알려졌던 미국 배우 에드윈 부스 등이 유명했다. 부스는 1865년에는 윈터가든 극장에서 100여 개의 역을 연이어 맡았다 (그가 연기를 중단한 지 몇 달 지나 그의 동생 존 윌크스 부스는 에이브러햄 링컨 대통령을 저격하였다). 이후 그는 그의 소유 부스 극장에서 다시 연기를 시작하기도 하였다 (한때는 그의 형 주니어스 브루투스 부스 주니어가 운영하기도 하였다). 이 시대 다른 유명한 셰익스피어 연극 배우들로는 헨리 어빙, 토마소 살비니, 파니 데븐포트와 찰스 펙터 등이 있다.
리디아 톰슨 (Lydia Thompson)은 1868년 조그만 연극단을 데리고 미국에 와, 뉴욕 중류층 관객들을 위해 유명한 영국 벌레스크 극을 선보였다. 톰슨의 극단 “브리티쉬 블론즈 (British Blondes)”는 1868~1869년 동안 뉴욕의 연극 무대에서 커다란 인기를 누렸다. “희극, 패러디, 풍자, 즉흥, 노래와 춤, 다양한 연기, 남장 및 여장, 화려한 무대 효과, 외설적인 농담들과 맵시있는 의상 - 영국 관객들에겐 이미 익숙한 이 요소들이 뉴욕에서는 폭풍이 되어 몰아쳤다.” 그들의 투어는 6년간 계속 흑자를 올렸다.

### 뮤지컬의 탄생과 남북 전쟁 이후
1850년대부터 뉴욕의 극장들은 점차 다운타운에서 미드타운으로 옮겨졌는데, 이는 부동산 값이 낮은 곳을 향한 움직임이었다. 1870년, 브로드웨이의 중심부는 유니언 스퀘어였으며, 19세기가 끝날 때 쯤에는 매디슨 스퀘어에 수많은 극장들이 자리잡았다. 타임즈 스퀘어 지역에는 1900년대 초까지 극장들이 세워지지 않았으며, 1920년대~30년대가 돼서야 여러 브로드웨이 극장들이 세워졌다. 처음으로 롱런 (장기흥행)한 뮤지컬은 50회 연속 상연에 성공한 요정들 (The Elves)이란 작품으로 1857년 만들어졌다. 당시 뉴욕의 뮤지컬 문화는 런던보다 뒤처져 있었으나, 이후 로라 킨느의 “뮤지컬 벌레스크” 일곱 자매 (Seven Sisters) (1860)가 뉴욕에서 253회의 연속 공연이라는 대기록을 세웠다. 에이브러험 링컨 대통령이 총에 맞았던 극장에서 우리의 미국인 사촌 (Our American Cousin)의 공연을 하고 있던 것도 킨느의 극단이었다.

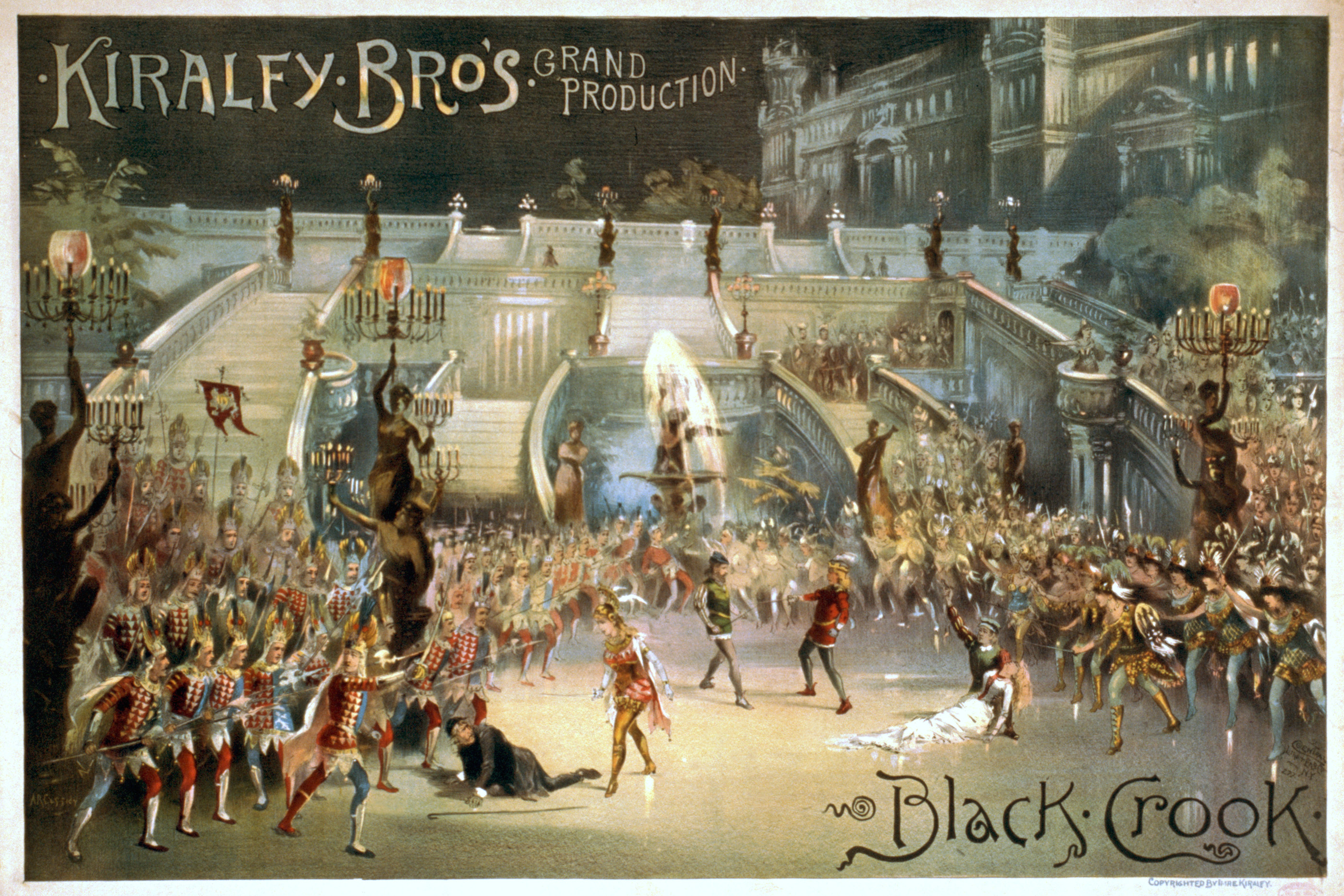
검은 옷의 괴조 (The Black Crook) (1866). 일부 역사가들은 이 작품을 최초의 뮤지컬로 보고 있다

현대적인 의미의 뮤지컬 - 춤과 창작 음악을 더해 서사 구조를 보충한 작품 - 중 최초의 작품은 1866년 9월 12일 뉴욕에서 초연한 검은 옷의 괴조 (The Black Crook)로 간주되고 있다. 이 작품은 길이가 무려 5시간 반이나 되었으나, 그 길이에도 불구하고 474회의 연속 공연이라는 기록을 수립하였다. 그 해, 최초의 뮤지컬 코미디라 할 수 있는 블랙 도미노/당신과 나 그리고 우체국 사이 (The Black Domino/Between You, Me and the Post)도 제작되었다.
1881년 토니 파스터는 유니언 스퀘어 동쪽 블록에 첫 보드빌 극장을 세웠고, 그곳에선 릴리언 러셀 등이 공연을 하였다. 코미디언 에드워드 해리건과 토니 하트는 1878년에서 1885년 사이 멀리건 가드 피크닉 (The Mulligan Guard Picnic)을 시작으로 여러 뮤지컬을 제작하고 직접 출연하였는데, 대사와 가사는 해리건이, 음악은 그의 장인 데이빗 브라함이 담당하였다. 이런 뮤지컬 코미디에는 뉴욕의 하층민의 일상에서 따온 캐릭터와 상황들이 녹아있었으며, 보드빌과 벌레스크가 좀 더 문학적인 형태로 다져지는 중요한 역할을 하였다. 실력에 대해 논란이 많았던 여성들을 무대에 올렸던 초기 뮤지컬과는 달리, 그들은 실력파 가수들 (릴리언 러셀, 비비안 세갈, 페이 템플턴)을 기용하였다.
교통이 발달하면서, 뉴욕의 가난은 점차 해소되었고, 가로등 덕분에 밤에도 안전하게 다닐 수 있게 되면서 극장을 이용하는 고객의 수는 크게 늘어났다. 작품들의 길이가 길어도 관객들이 감상할 수 있었으며, 이는 더 높은 이득, 그리고 제작비의 증가로 이어졌다. 19세기 후반 영국에서는 극장의 환경을 개선하기 위해, 여성들이 극장에 오는걸 꺼리게 만들었던 창녀들의 입장을 제한하기도 하였다. 길버트-설리번의 가족적인 희가극은 1878년 군함 피나포어 (H.M.S. Pinafore)를 시작으로, 작가들 혹은 수많은 해적판을 통해 뉴욕으로 들어오게 되었다. 그 작품들은 이후 레지날드 드 코븐의 로빈 후드 (1891), 존 필립 수자의 엘 카피탄 (1896) 같은 작품이 만들어질 수 있는 배경을 마련하였다.

## 1890년 이후
1891년 찰스 호이트의 차이나타운으로의 여행 (A Trip to Chinatown)은 657번의 연속공연을 하면서 브로드웨이 연극 흥행의 신기록을 세웠다. 이 기록은 1919년 아이린 (Irene)에 와서야 깨졌다. 1896년, 극장주 중 한 명이었던 마크 클라우와 A. L. 얼랜져는 공연조합 (Theatrical Syndicate)을 조직하였으며, 이후 16년 동안 미국의 거의 모든 극장을 통제하였다. 하지만, 소규모 보드빌과 버라이어티 쇼는 번성하였으며, 19세기가 끝날 때쯤 오프브로드웨이 연극들도 정립되었다.
브로드웨이 연극에서 흑인이 모든 제작과 공연을 맡은 첫 작품은 쿤타운으로의 여행 (A Trip to Coontown) (1898)이었으며 (민스트럴 쇼의 영향을 크게 받은 것이 보인다), 이후 래그타임 스타일의 케이크워크 춤의 시작 클로린디 (Clorindy the Origin of the Cakewalk) (1898)와 큰 성공을 거둔 다호메이에서 (In Dahomey) (1902) 등이 뒤를 이었다. 1890년대에는 수백 개의 뮤지컬 코미디가 브로드웨이 극장의 무대에 올랐으며, 1900년대 초에는 조지 M. 코헌, 거스 에드워즈, 존 월터 브래튼 등의 작곡가가 만든 뉴욕의 틴 팬 앨리의 노래들 (Little Johnny Jones (1904), 45 Minutes from Broadway (1906), George Washington Jr. (1906) 등등)이 유명하였다. 그래도, 뉴욕의 뮤지컬은 제1차 세계 대전까지는 런던에 비해 대부분 상대적으로 짧았다. 몇몇 성공을 거둔 영국 뮤지컬들은 뉴욕에서도 큰 성공을 거두었다.

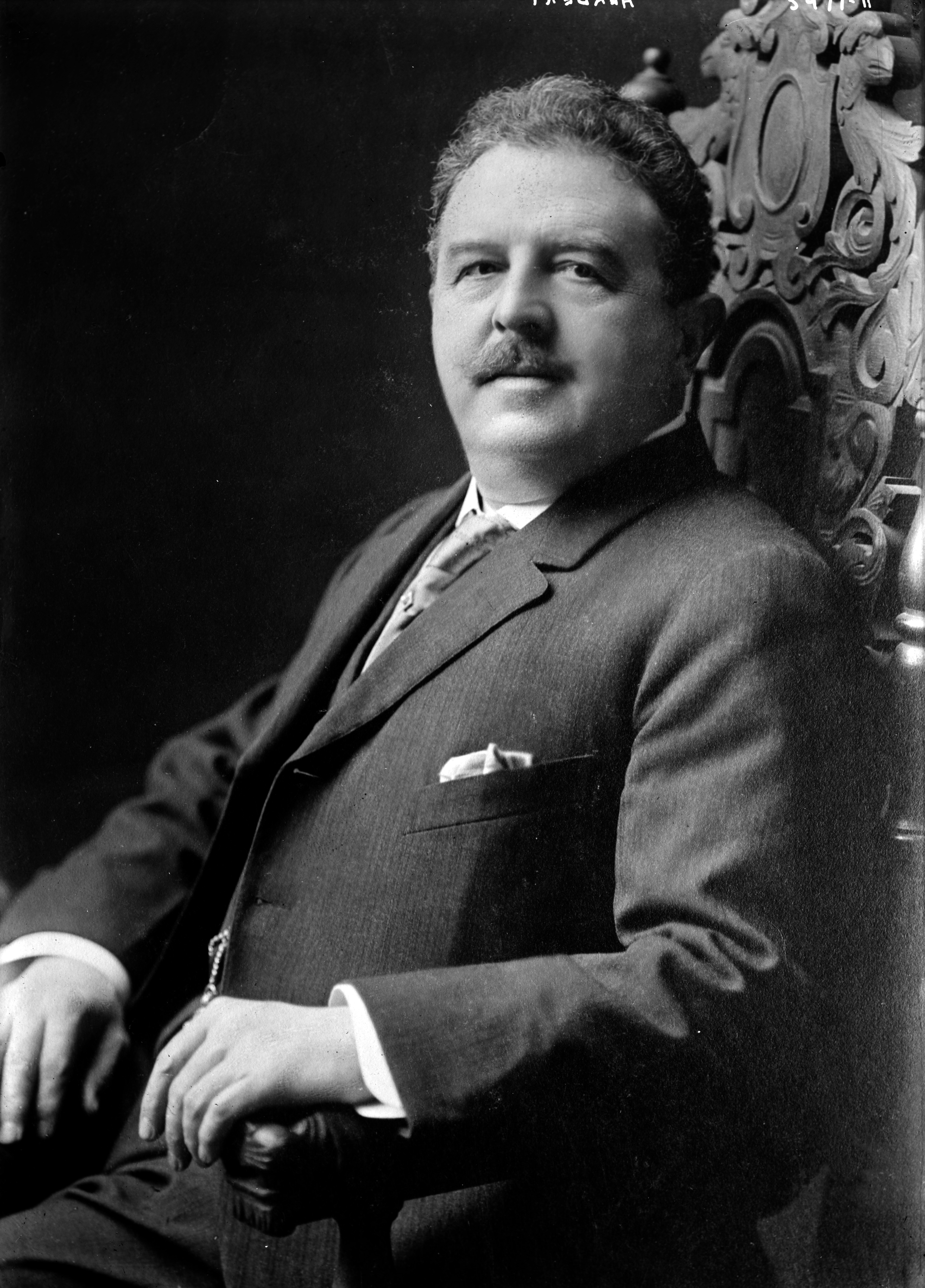
빅터 허버트

20세기 초, 유명한 19세기 말 유럽 오페레타의 번역 뮤지컬이 활성화된 가운데 P. G. 우드하우스, 가이 볼튼과 빅터 허버트 등의 작가들이 만든 “프린세스 극장” 쇼도 활발히 만들어지기 시작했다. 여기에는 점쟁이 (The Fortune Teller), 장난감 나라의 아기들 (Babies in Toyland), 내성적인 아가씨 (Mlle. Modiste) 등의 현대적인 세팅의 뮤지컬 연극 등의 작품이 있다. 빨간 풍차 (The Red Mill)부터, 브로드웨이 연극들은 극장 밖에 전기 간판을 내걸기 시작하였다. 색깔 있는 전구는 빨리 타버렸으므로, 백열등이 쓰였으며, 그 결과 브로드웨이는 “더 그레이트 화이트 웨이 (The Great White Way)”라는 별명을 얻게 되었다. 1919년 8월, 연극 배우 노동 조합은 모든 프로페셔널 작품을 위한 표준 계약서를 요구하였다. 파업으로 모든 극장이 문을 내리고 나서야 제작자들은 반억지로 이 요구 사항을 받아들였다. 1920년대에 와서는, 슈베르트 형제가 나타나 에를랑게 조합 (Erlanger syndicate)의 극장 대부분을 인수하였다.

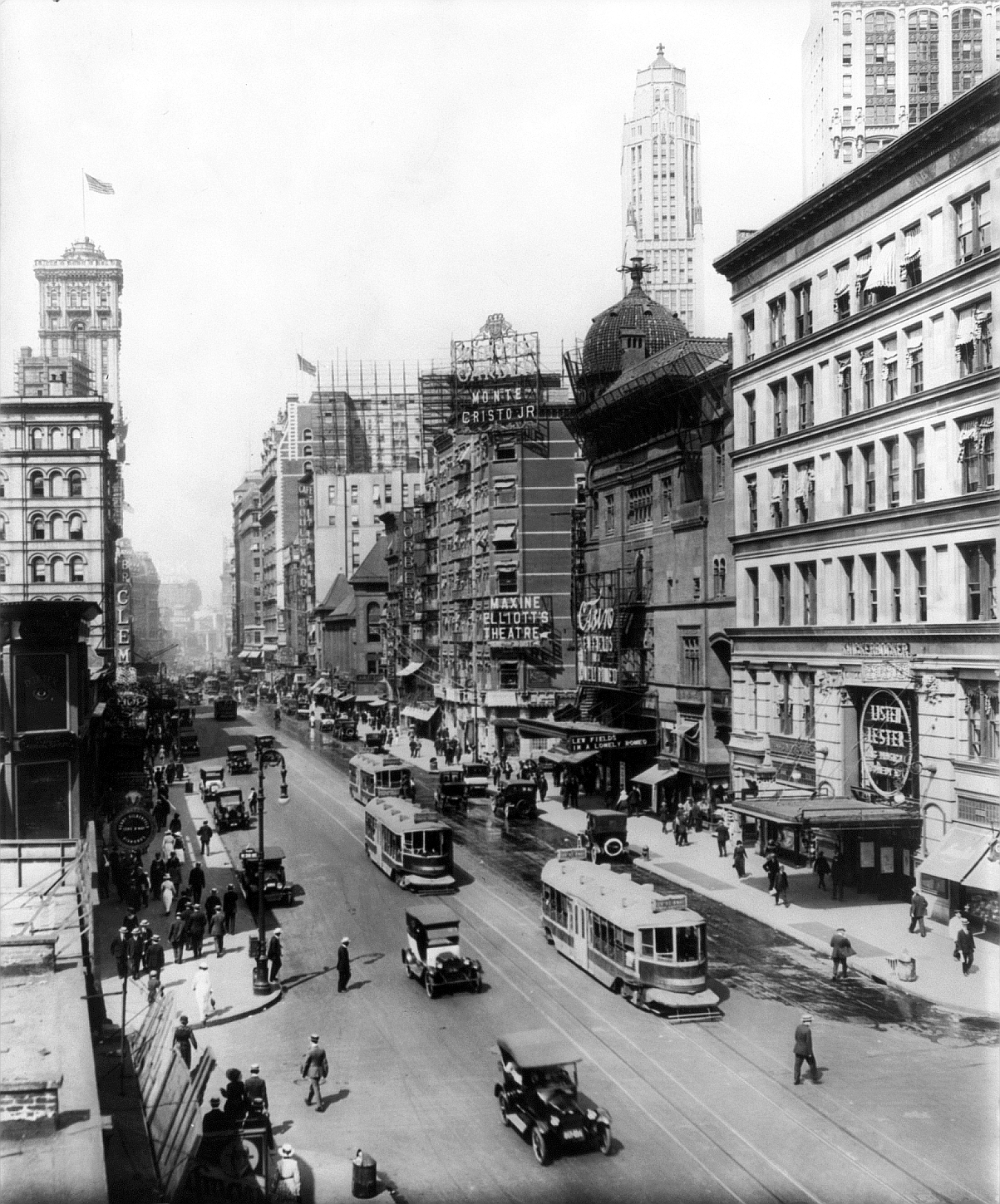
브로드웨이에 있는 윈터 가든 극장, 맥신 엘리엇 극장, 카지노 극장, 니코버코 극장의 1920년의 모습

영화는 연극에 크나큰 위협이 되었다. 처음 무성 영화 시기에 영화는 큰 위협이 되지 않았다. 하지만, 1920년대 말, 재즈 싱어 같은 유성 영화가 개봉하면서, 비평가들은 영화극장이 연극 극장을 아예 대체해버리지 않을까 하고 조심스런 추측을 내놓기도 하였다. 광란의 20년대 (Roaring Twenties)의 뮤지컬은, 보드빌, 뮤직 홀과 다른 가벼운 엔터테인먼트의 요소들을 차용하여 플롯을 무시하고 대신 스타 배우들을 강조하고, 대규모의 춤 장면과 대중적 노래들을 삽입하였다. 플로렌츠 지그펠트는 화려한 무곡, 호화스러운 세트, 정교한 의상 등이 담긴 레뷔 (시사 풍자의 익살극)를 제작하였으나, 정작 극중 각 요소들의 연관성은 크지 않았다. 1920년대의 작품은 대부분 샐리 (Sally), 레이디 비 굿 (Lady Be Good), 서니 (Sunny), 노, 노, 나네트 (No, No, Nanette), 화니 페이스 (Funny Face) 등등 유쾌한 작품들이었다. 대본은 사람들의 기억에 잘 남지 않았을지 몰라도, 조지 거슈윈, 콜 포터, 제롬 컨, 빈센트 유맨스 등이 작곡한 재즈 곡들은 꾸준히 사랑 받았으며, 노엘 코워드, 지그문트 롬버그, 루돌프 프리멀 등은 빅터 허버트의 정신을 계승해나갔다. 이런 식으로 연극은 영화의 발명 이후로도 계속 살아남았다.
‘시시한’ 엔터테인먼트 대신 드라마 면에서 커다란 발자국을 디딘 쇼 보트 (Show Boat)는 1927년 12월 27일 지그펠드 극장에서 초연하였으며, 대본과 음악의 통합으로 극적인 테마를 음악, 대화, 배경과 동작을 통해 전달하여 이전에 비해 뮤지컬의 완성도를 훨씬 높였다. 쇼 보트는 572회 상연하였다. 대공황 시기 이후, 브로드웨이 연극은 블록버스터 연극 오클라호마! (Oklahoma!)를 통해 황금시대에 접어들었다. 오클라호마!는 1943년 제작되어 무려 2,212회의 공연 기록을 세웠다. 연이어 브로드웨이에서 흥행이 일어났고, 브로드웨이 극장은 명실공히 연극 분야에서 국제적으로 가장 높은 지위를 획득하였다.
1920년대에는 또 유진 오닐의 등장과 함께 미국 극작가의 새로운 시대가 열렸는데, 그의 작품 지평선 너머 (Beyond the Horizon), 안나 크리스티 (Anna Christie), 털달린 원숭이 (The Hairy Ape), 기묘한 막간극 (Strange Interlude), 상복이 어울리는 일렉트라 (Mourning Becomes Electra) 등은 진지한 연극을 보고 싶어하는 관중들도 있다는 것을 증명하였다. 그의 성공은 이후 엘머 라이스, 맥스웰 앤더슨, 로버트 E. 샤웃, 테네시 윌리엄스, 아서 밀러 등의 메이저 작가들이 등장할 수 있는 기반을 쌓았으며, 조지 카우프만, 모스 하트 등의 희극 극작가들이 데뷔할 수 있도록 길을 닦기도 하였다. 한편 브로드웨이에서는 고전 리메이크도 인기를 얻었는데, 특히 햄릿 (Hamlet)에서의 존 배리모어와 존 길구드, 시라노 (Cyrano de Bergerac)의 호세 페레, 리처드 2세 (Richard II)의 모리스 에번스, 오셀로 (Othello)의 폴 로브슨 등의 배우들이 인기를 누렸다.
1947년에는 미국 연극, 특히 브로드웨이 연극에서 눈에 띄는 작품을 시상하기 위한 토니상이 창설되었다.

## 오늘날의 브로드웨이

### 스케줄
이전보다는 예외가 많아졌지만, 일반적으로 공연들은 화요일에서 토요일까지 오후 8시에 “커튼 공연”, 수요일, 토요일, 일요일 낮에는 “마티네 공연”이 열리는 스케줄을 따르고 있다; 이 스케줄에 따라, 월요일에는 공연이 하지 않으므로, 월요일의 공연과 극장은 “어둡다” (dark)고 표현을 하게 된다. 이런 스케줄을 따르는 배우와 스탭들은 일요일에서 화요일을 “주말”이라고 부른다.
최근 들어서는, 많은 공연들이 화요일 쇼타임을 한 시간 앞당겨 오후 7시에 열고 있어, 화요일에 그 지역 사람들이 감상을 하러 더 많이 오는 추세이다. 즉 커튼 쇼의 공연 시간이 빨라짐으로 인해 그 지역 사람들은 공연이 끝나고 적당한 시간에 집에 돌아갈 수 있게 되었다. 몇몇 쇼들, 특히 월트 디즈니 회사가 제작한 쇼의 경우는 계절에 따라 목표 관객들의 수를 최대화하기 위해 스케줄을 자주 바꾸곤 한다.

### 배우
브로드웨이에서 열리는 뮤지컬과 연극 둘 다 유명한 배우에게 주역을 맡겨 관객 동원을 하곤 한다. 영화나 TV 프로에 출연하던 배우들이 리바이벌 공연에 자주 출연하고, 때로는 은퇴를 하는 기존 배우를 대체하기도 한다. 하지만 여전히, 무대를 자신의 주요 활동 분야로 삼고, TV나 스크린에 나오는 것을 부수적으로 하는 사람들도 적지 않다.
과거에는, 보드빌이나 벌레스크 쇼에 비해 연극 배우들은 좀 더 우월한 것으로 받아들여졌다 - 그들은 보드빌, 벌레스크 등을 저속하고 상업적인 것으로 간주하였으며 자신의 직업을 더 예술적인 레벨에 있다고 생각하였다. 이런 태도 때문에 현재도 연극 공연을 “정통 무대 공연” (legitimate theatre)라고 부르기도 한다. 이 때문에 라디오, 영화, 텔레비전에 출연하는 사람들은 연극인들에 대해 “겸손한” 태도를 가지고 있기도 하였으나, 이런 분위기는 특히 영화, TV 프로그램 출연료가 더 높아지면서 브로드웨이에서조차도 많이 없어졌다. 하지만 배우 조합의 구조에서는 “정통”과 “버라이어티” 공연의 구분이 여전히 존재한다: 연극 배우 노동 조합은 “정통” 공연 배우들로, 미국 버라이어티 예술가 길드 (AVGA)는 대본이나 스토리라인 없는 공연에서 활동하는 이들로 이루어져있다. 대부분의 연극과 뮤지컬은 배우 노동 조합의 지배를 받고 있는만큼, 브로드웨이 배우가 조합에 가입이 되어있지 않은 경우는 매우 드물다.
브로드웨이 연극 종사자 대부분이 어떤 전문 조합에 속해있다. 배우, 댄서, 가수, 코러스 멤버와 무대 매니저들은 연극 배우 노동 조합 (AEA)의 멤버이고, 음악가들은 미국음악인협회 (AFM), 무대 담당 스탭, 의상 담당자, 헤어드레서, 디자이너, 박스 오피스 직원과 접수원들은 모두 전미 극장 및 공연 관련자 노동 조합 (IA 또는 IATSE)에 속해있다. 감독과 안무가들은 연출 및 안무가 조합 (SDC), 극작가들은 미국 작가 길드, 극장 매니저, 회사 매니저, 선전원들은 극장 선전원 및 매니저 조합 (ATPAM)을 이루고 있다. 오직 캐스팅 감독만이 현재 브로드웨이 연극 종사자 중 조합을 이루고 있지 않다 (2002년에서 2004년까지 ATPAM의 일부가 되려하기도 했었다). (일반 매니저는 노동자가 아니라 경영진에 속한다)

### 제작자와 극장주
대부분의 브로드웨이 연극 제작자와 극장주는 브로드웨이 리그 (전 “전미 극장 및 제작자 연맹”)의 멤버로, 브로드웨이 극장을 전체적으로 홍보하며, 다양한 극장 조합 및 길드와 계약 협상을 하고, 미국연극협회와 함께 토니상 시상식을 관리한다. 리그와 극장 조합은 새로운 계약 앞에서는 논쟁을 벌이기도 하지만, 뉴욕의 전문 극장을 홍보하는 많은 프로젝트와 이벤트를 위해서 종종 협력하곤 한다.
브로드웨이 극장의 세 비영리 극장 회사들은 극장연맹 (LORT)에 속해있으며 극장 조합과 계약 상태에 있으면서 제작자나 다른 브로드웨이 극장들과 독자적으로 협상한다. (월트 디즈니 회사는 리그와 별개로 협상을 하며, 리벤트 사 역시 업무를 중단하기 전까지는 그랬다) 하지만, 일반적으로, 브로드웨이 극장에서 열리는 연극이라면 모두 토니상을 받을 자격이 있다 (아래 참고).
대부분의 브로드웨이 극장은 세 단체가 소유하고 있거나 관리한다: 비영리 슈베르트 재단의 영리 단체인 슈베르트 조합 (Shubert Organization)이 17개의 극장을, 네덜란더 조합 (Nederlander Organization)이 9개를, 주잠신 그룹 (Jujamcyn)이 5개의 브로드웨이 극장을 관리하고 있다.

### 공연
대부분의 브로드웨이 쇼는 프로듀서와 투자자들의 이득을 극대하기 위해 만들어진 상업적 제작물이며, 그 때문에 공연 횟수는 미리 정해지는 것이 아니라 비평가들의 반응, 소문, 홍보의 효율 등등 표의 판매율에 영향을 끼치는 요인들에 영향을 받는다 (이런 형식을 영어로 “open-ended"라고 한다). 상업적 프로덕션에 투자하는 것은 여러모로 재정적인 위험이 따른다. 공연은 꼭 즉각적으로 흑자를 내지는 못한다. 만약 공연이 어느 정도 수용 가능한 정도까지 적자를 낸다면, 언젠가는 흑자를 낼 거라는 기대를 하면서 계속 기다려볼 수 있다. 조금 위험한 상황에서는 로열티를 일시적으로 줄이거나, 연기자들의 급여를 - 노조의 허가 하에 - 조금 깎아내려 종연을 막아볼 수 있다. 일반적으로 극장주들은 제작물의 이득 상승에 크게 이바지하지 않으나, 때로는 종연을 막기 위해 집세를 깎거나 돈을 빌리는 경우도 있다.
몇몇 브로드웨이 공연들은 비영리적 단체가 기부를 위해 제작하기도 한다 - 링컨 센터 씨어터, 라운드 어바웃 씨어터 컴퍼니, 맨해튼 씨어터 클럽 등은 브로드웨이에 위치한 비영리적인 극장 회사이다. 어떤 공연의 경우는 재정적인 이유나 다른 공연들의 극장 사용으로 인한 기간 제약으로 제한적인 기간 동안만 공연하기도 한다. 하지만 일부 공연의 경우 호평을 받거나 흥행을 했을 때 계약을 연장하거나 무제한 공연으로 전환하기도 한다. 2007년 공연한 8월: 오세이지 카운티가 그런 경우였다.
역사적으로, 브로드웨이에서는 연극보다는 뮤지컬이 훨씬 더 오래 공연한다. 2006년 1월 9일 마제스틱 씨어터에서 초연한 오페라의 유령 (The Phantom of the Opera)은 7486회의 연속 공연으로 이전에 최다 연속 공연 기록을 가지고 있던 캐츠 (Cats)를 누르기도 하였다.

### 관객
브로드웨이 공연을 보는 것은 뉴욕 여행에서 매우 일반적인 코스로, 매년 브로드웨이 연극은 10억 달러 이상의 매출을 기록하고 있어 근처 레스토랑과 호텔의 수입에도 큰 이익을 주고 있다. TKTS 부스는 많은 브로드웨이, 오프브로드웨이 연극의 당일 티켓 (그리고 때로는 다음날 마티네 공연 티켓) 25%, 35%, 또는 50% 할인하여 팔고 있다. (TKTS 부스는 맨해튼 하부의 타임즈 스퀘어 안에 있는 더피 스퀘어에 위치하고 있다.) 이 서비스는 공연 흥행에는 물론 투어리스트들이 여유 있게 공연을 관람하도록 도와주고 있다. 많은 브로드웨이 극장에는 학생 할인, 당일 “떨이 (rush)” 표 또는 “복권식 (lottery)" 표나 입석을 팔아 매출을 극대화시킨다.
2007~2008년 시즌 브로드웨이 연극 관람객의 총 수는 1227만 명으로, 이전 시즌 (2006-2007)의 기록과 비슷하였다. 비교를 하자면, 런던의 웨스트엔드 극장의 경우 2007년 한 해 동안 1360만 명의 사람이 찾았다고 보고하였다.

### 오프브로드웨이와 투어
극장의 분류는 연극 배우 노동 조합에 의해 규정되고 있다. 토니상을 받기 위해서는, 500석 이상을 제공하는 씨어터 디스트릭트의 극장, 즉 브로드웨이 극장에서 상연하는 공연이어야한다. 오프 브로드웨이 그리고 오프 오프 브로드웨이 공연의 경우 브로드웨이 연극보다 더 실험적이고, 과감하고 관객과 친밀한 공연들을 하곤 한다. 하지만 헤어 (Hair), 리틀 샵 오브 호러즈 (Little Shop of Horrors), 스프링 어웨이크닝 (Spring Awakening), 렌트 (Rent), 애비뉴 큐 (Avenue Q), 인 더 하이츠 (In the Heights) 같은 브로드웨이 공연의 경우는 오프브로드웨이 쇼로 시작하였다가, 이후 브로드웨이 공연으로 전환하여 더 큰 극장을 찾는 관객들과 의사 소통을 시도하고 있다.
브로드웨이에서 흥행을 거두고 나면, 제작자들은 종종 극단에 새로운 배우와 스탭을 고용한 후 전국 투어에 나선다 - 때로는 투어를 간 도시에 “눌러 앉아” 장기 공연을 하는 경우도 많다. 전국 투어는 대도시를 상대로 하므로, 중소 규모의 도시는 “버스와 트럭” 투어로 찾아가게 되는데, 이는 비행기를 사용하지 않고 극단은 버스로, 무대 장비는 트럭으로 옮기기 때문에 붙여진 별명이다. 이런 투어는 빠듯한 예산과 스케줄을 이유로 1주일 동안 두 개의 도시에서 공연하는 경우가 많으며, “일일 공연”도 적지 않게 한다. 대형 투어의 경우는 한 도시 당 최소 1~2주는 공연한다. 한편 브로드웨이 리그에서는 투어링 브로드웨이 상을 제정하여 훌륭한 공연 투어를 시상하기도 한다.

### 토니상
브로드웨이 제작사와 예술가들은 매년 6월 미국연극협회와 브로드웨이 리그가 시상하는 앙트와네트 페리 상 (토니상)의 후보가 된다. 토니상은 브로드웨이에서 가장 권위가 높은 상으로, 특히 해마다 텔레비전을 통해 생방송되기 시작하면서 권위가 높아졌다. 시청률을 높이기 위해 쇼 호스트는, 연극과 큰 관계가 없더라도 유명인사들이 맡곤 한다.
비평가들 사이에선 토니상이 연극 무대에 초점을 좀 더 맞춰야한다는 의견이 있는 반면, 이 시상식을 통해 사람들이 연극 배우의 얼굴을 익혀 극장으로 찾아가게 만들고, 그에 따라 티켓 판매율을 높이는 긍정적인 효과가 있다고 말하는 사람들도 있다. 브로드웨이 뮤지컬 공연의 TV 방영 역시 많은 브로드웨이 공연의 생존과 직결되는 것으로 비춰지고 있다. 여러 연극계 종사자들, 예를 들면 프랭크 리치 같은 비평가들은 토니 시상식은 브로드웨이라는 좁은 세상을 알리는 광고이며, 그것도 해마다 겨우 24편 정도의 작품 밖에 지지할 수 없고, 오프브로드웨이 쇼에 대한 관심도 필요하다고 주장한다. (드라마 데스크상이나 외부 비평가 그룹상의 경우 후보가 브로드웨이에만 한정되어있지 않고, 전국에서 상연하는 작품들을 대상으로 한다.)

### 브로드웨이 극장 목록
| 극장                                  | 주소              | 수용 관객 |
| ------------------------------------- | ----------------- | --------- |
| 앰버서더 극장                         | 219 웨스트 49번가 | 1125      |
| 아메리칸 에어라인 극장                | 229 웨스트 42번가 | 740       |
| 브룩스 앳킨슨 극장                    | 256 웨스트 47번가 | 1044      |
| 에델 배리모어 극장                    | 243 웨스트 47번가 | 1096      |
| 비비안 뷰몬트 극장 (링컨 센터에 위치) | 150 웨스트 65번가 | 1080      |
| 벨라스코 극장                         | 111 웨스트 44번가 | 1018      |
| 부스 극장                             | 222 웨스트 45번가 | 785       |
| 브로드허스트 극장                     | 235 웨스트 44번가 | 1186      |
| 브로드웨이 극장                       | 1681 브로드웨이   | 1752      |
| 서클 인 더 스퀘어 극장                | 235 웨스트 50번가 | 623       |
| 코트 극장                             | 138 웨스트 48번가 | 1084      |
| 사무엘 J. 프리드먼 극장               | 261 웨스트 47번가 | 650       |
| 조지 거슈윈 극장                      | 222 웨스트 51번가 | 1933      |
| 존 골든 극장                          | 252 웨스트 45번가 | 805       |
| 헬렌 헤인즈 극장                      | 240 웨스트 44번가 | 597       |
| 힐튼 극장                             | 213 웨스트 42번가 | 1813      |
| 알 허시펠트 극장                      | 302 웨스트 45번가 | 1437      |
| 임페리얼 극장                         | 249 웨스트 45번가 | 1421      |
| 버나드 B. 제이콥스 극장               | 242 웨스트 45번가 | 1078      |
| 월터 커 극장                          | 219 웨스트 48번가 | 947       |
| 롱에이커 극장                         | 220 웨스트 48번가 | 1096      |
| 룬트-폰테인 극장                      | 205 웨스트 46번가 | 1475      |
| 라이시엄 극장                         | 149 웨스트 45번가 | 924       |
| 마제스틱 극장                         | 247 웨스트 44번가 | 1655      |
| 마르퀴 극장                           | 1535 브로드웨이   | 1604      |
| 헨리 밀러스 극장                      | 124 웨스트 43번가 | 1055      |
| 민스코프 극장                         | 200 웨스트 45번가 | 1710      |
| 뮤직 박스 극장                        | 239 웨스트 45번가 | 1010      |
| 네덜란더 극장                         | 208 웨스트 41번가 | 1217      |
| 뉴 암스테르담 극장                    | 214 웨스트 42번가 | 1747      |
| 유진 오닐 극장                        | 230 웨스트 49번가 | 1108      |
| 팰러스 극장                           | 1564 브로드웨이   | 1784      |
| 리차드 로저스 극장                    | 226 웨스트 46번가 | 1368      |
| 제럴드 쇼엔펠트 극장                  | 236 웨스트 45번가 | 1079      |
| 슈베르트 극장                         | 225 웨스트 44번가 | 1521      |
| 닐 사이먼 극장                        | 250 웨스트 52번가 | 1297      |
| 세인트 제임스 극장                    | 246 웨스트 44번가 | 1623      |
| 스튜디오 54                           | 254 웨스트 54번가 | 920       |
| 어거스트 윌슨 극장                    | 245 웨스트 52번가 | 1275      |
| 윈터 가든 극장                        | 1634 브로드웨이   | 1513      |

## 같이 보기
- 오프 브로드웨이
- 오프 오프 브로드웨이

## 참고 서적
- Green, Stanley; Green, Kay (1996) [1985]. 《Broadway Musicals: Show By Show》 5판. Milwaukee: Hal-Leonard Corporation. ISBN 0-7935-3083-0.
- Morrison, William (1999). 《Broadway Theatres: History and Architecture》 (페이퍼백). Mineola, New York: Dover Publications. ISBN 0-486-40244-4.